# Seniors Españoles para la Cooperación Técnica
Seniors Españoles para la Cooperación Técnica, cuyo acrónimo es SECOT, es una asociación no lucrativa, apolítica, independiente, no confesional, constituida en 1989 por iniciativa del Círculo de Empresarios y con el apoyo del Consejo Superior de Cámaras de Comercio, Industria y Navegación de España, y de Acción Social Empresarial. Cuenta con Rafael Termes (†) entre sus 36 Socios Fundadores. Fue declarada de utilidad pública en 1995.
Sus miembros activos, los Seniors, son profesionales y ejecutivos jubilados y prejubilados, que actuando como voluntarios ofrecen sus conocimientos y experiencia en gestión empresarial a microempresas, jóvenes emprendedores y entidades del tercer sector que lo necesiten y que no puedan acceder a una consultoría comercial por sus limitados recursos económicos.
Tiene un Consejo Protector, cuya Presidencia de Honor ostenta S.M. el Rey Juan Carlos I. Aparte de los Socios Protectores, SECOT  recibe el apoyo de Miembros Colaboradores y de Socios Adheridos, altos directivos de empresas y de organizaciones. En el ámbito internacional, SECOT es miembro de CESES (Confederation of European Senior Expert Services).

## Organización
Los órganos de gobierno de SECOT son la Asamblea General y la Junta Directiva. La Asamblea General está integrada por los socios fundadores, los socios protectores,  los socios de pleno derecho (los “Seniors”) y los socios adheridos.
La Junta Directiva es elegida por la Asamblea General.
Desde el 26 de septiembre de 2019 su Presidente es Inocente Gómez Bordonado .
Actualmente SECOT tiene Delegaciones y Oficinas distribuidas en 25 provincias del territorio nacional y dispone además de una Delegación a Distancia. SECOT tiene más de 1.400 socios de los cuales más de 1.100 son Seniors voluntarios.

## Actividades
- Asesoramiento a microempresas, emprendedores y  entidades del tercer Sector: tutorías, creación de empresas, diagnósticos, planes estratégicos... Ejemplos: SECOT participa en el programa CEPYME dirigido a PYMES; SECOT tiene firmado un convenio de servicios de asesoramiento con la Organización de Mujeres Empresarias y Gerencia Activa (OMEGA), etc. SECOT tiene instalado en su página web una plataforma de asesoramiento en línea, ASESOL.
- Participación en Proyectos: se efectúan proyectos y programas de cooperación internacional para el desarrollo y proyectos a medida. Ejemplos: En 2011 Seniors de SECOT participaron en el programa europeo Grundtvig financiado por la Comisión Europea.  SECOT ha participado también en el Año Europeo del Envejecimiento Activo y Solidaridad entre Generaciones EY2012. SECOT participa en el proyecto Gestratégica (enlace roto disponible en Internet Archive; véase el historial, la primera versión y la última). (Gestión estratégica), dirigido a organizaciones sociales de Colombia, Perú, República Dominicana y Ecuador y financiado por la Comunidad de Madrid; en el Programa YUZZ de Santander Universidades,  que da soporte y formación a jóvenes emprendedores; y en el Fondo de Emprendedores de la Fundación Repsol .
- Formación: se desarrollan actividades de formación y de capacitación técnico-profesional, no solo a favor de sus propios voluntarios, sino también para terceros. Ejemplos: eSemp, la Escuela SECOT de Emprendedores, con el apoyo de MadridEmprende (enlace roto disponible en Internet Archive; véase el historial, la primera versión y la última). del Ayuntamiento de Madrid y la Fundación Rafael del Pino, dirigido a emprendedores sin conocimientos básicos de gestión empresarial. En 2012 tres Seniors de SECOT (Bizkaia) fueron invitados a dar conferencias en la Escuela de Estudios Empresariales (EEE), Bilbao, de la Universidad del País Vasco.
- Seminarios y Conferencias: se potencia la realización de estudios y publicaciones, tutorías, acciones de mentoring y seminarios de preparación a la jubilación. Seniors de SECOT han participado en 2014 como profesores en el proyecto “ACCEDEMOS” organizado por la Fundación Mapfre. Se trataba de una serie de seminarios sobre el Plan de Empresa, con el fin de proponer asistencia al autoempleo que tienen lugar en Madrid, Valencia, Oviedo, Barcelona, Bilbao, Málaga, Valladolid y Sevilla. Se destinaron a jóvenes a los que se suministra las herramientas necesarias para desarrollar su idea de negocio y tienen la posibilidad de recibir asesoramiento posterior de los Seniors de SECOT.
- Foro de pensamiento sobre temas relacionados con los mayores activos: prolongación de la vida laboral, envejecimiento activo...
- Eventos: El 13 de junio de 2014, SECOT celebró su XXV Aniversario en el Real Palacio de El Pardo bajo la presidencia de su Presidente de Honor Don Juan Carlos, en el que fue su último acto público como Rey de España antes de su abdicación a favor de su hijo Don Felipe.

En 2015 los Seniors de SECOT realizaron 2.941 asesorías, más de la mitad a jóvenes emprendedores de entre 18 y 35 años. El 45% eran mujeres.

## Premios
Año 2002: Distinción de Empresarios Eméritos a SECOT en Euskadi por su gran contribución al desarrollo empresarial de Euskadi, concedido por el Centro de Empresas e Inversión de Alava y el Sindicato Empresarial Alavés.

Año 2010:
- Premio a la Entidad Colaboradora en la XII Gala del Comercio de la Ciudad de Valencia
- Premio CECOMA en la categoría de Labor Asociativa
- Premio a la Excelencia Europea
- Premio ACRA a la mejor Iniciativa Empresarial en atención a las personas mayores

Año 2011:
- 2º Premio del Concurso de Ideas en Materia de Prevención de Riesgos, otorgado a SECOT Bizkaia por la Fundación de Trabajadores de la Siderurgia Integral.
- Premio al Voluntario del Año (enlace roto disponible en Internet Archive; véase el historial, la primera versión y la última). al Senior Carlos Diez Nicolás, junto con otros nueve, otorgado por la Comunidad de Madrid con motivo del Día Internacional del Voluntariado en el marco del Año Europeo del Voluntariado.
- Joaquín Martí, cofundador de SECOT en Vizcaya, recibe el Premio Abuelo Actual en el Museo Guggenheim de Bilbao.

Año 2013:
- Por quinto año consecutivo, con el patrocinio de la Fundación Repsol, se celebraron los Premios a la Excelencia de SECOT en cuatro categorías: Premio al Proyecto de Asesoría más Relevante, Premio Reconocimiento al Senior, Premio a la Delegación Excelente y Premio al Senior del Año.
- Premio Empleo Joven Actívate al proyecto presentado por la Escuela Secot de Emprendedores, “eSemp: Formación a jóvenes desde la experiencia”.
- Premio principal a la Escuela Secot de Emprendedores, en la modalidad «Proyecto Solidario» en la IX Edición de los Premios ABC Solidario, bajo el patrocinio de Telefónica Archivado el 1 de junio de 2013 en Wayback Machine. y el Banco Santander Archivado el 30 de junio de 2010 en Wayback Machine..

Año 2016:
- El 28 de noviembre de 2016: SECOT (Bizkaia) recibe el Premio a la Solidaridad de la Fundación Antonio Menchaca.
- El 2 de diciembre de 2016: SECOT recibe de Bilbao Histórico el Premio Bihotza Jubilación Activa Archivado el 7 de diciembre de 2017 en Wayback Machine., una distinción a la persona o agrupación de personas jubiladas por su dedicación al estímulo de una vida activa y solidaria tras el final de una carrera profesional.